# Jardim Carioca
Jardim Carioca és un barri de la Zona Nord del municipi de Rio de Janeiro.
El seu IDH, l'any 2000, era de 0,836, el 61 millor del municipi de Rio de Janeiro.

## Història

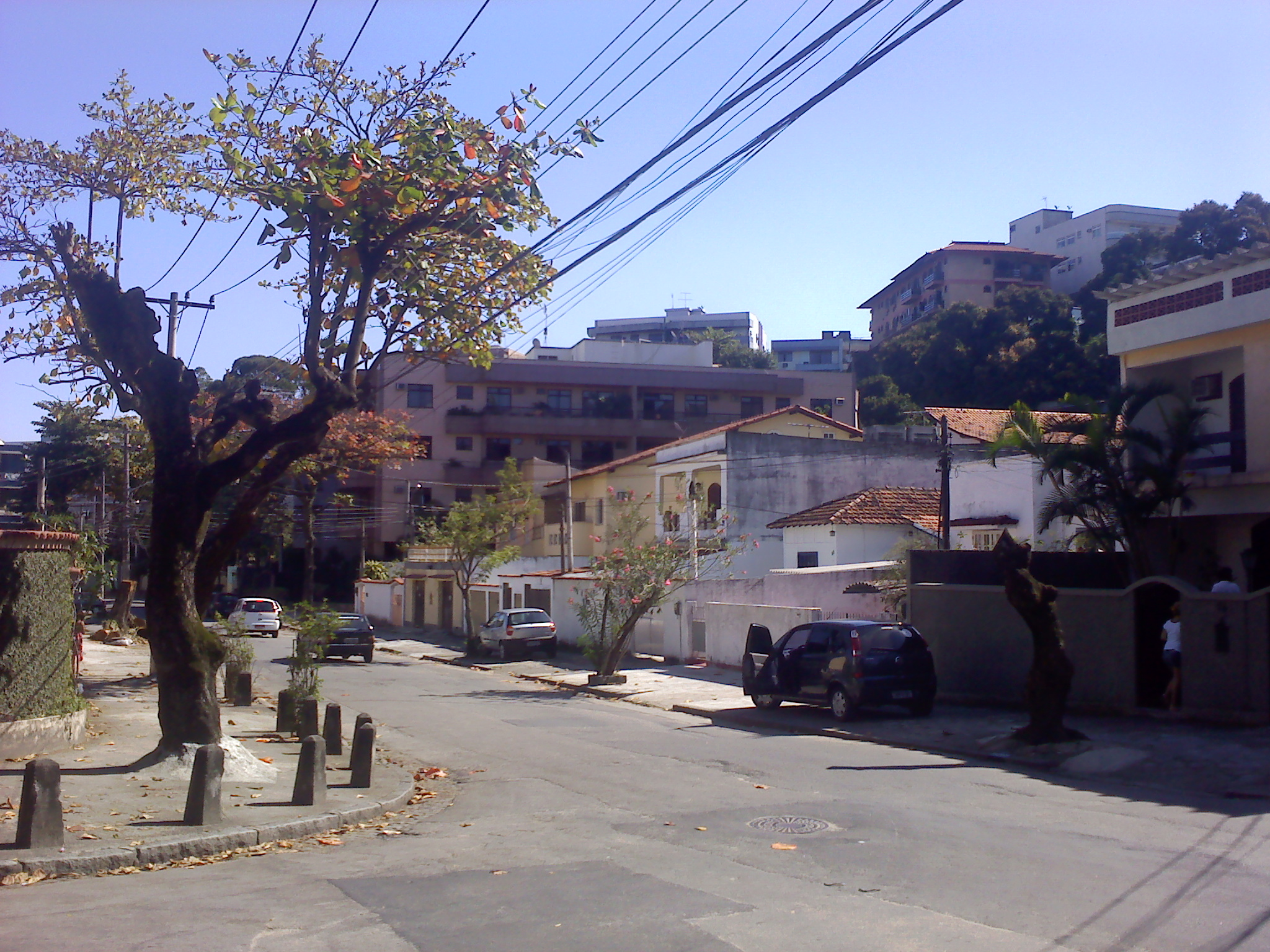
Carrer Muiatuca, en el barri Jardí Carioca.

Queda localitzat dintre de l'Illa del Governador. Limita amb els barris Portuguesa, Moneró, Tauá, Cocotá, Praia da Bandeira, Cacuia i Jardim Guanabara.
Va néixer amb la urbanització del mateix nom, la dècada del 1920, venent construccions amb cases a punt per viure-hi. Així, es va implementar el projecte d'urbanització en una zona que pertanyia a la Companhia Geral de Habitações e Terrenos. Un dels grans punts de trobada de l’època era Praça Manguetá, on hi havia un quiosc construït el 1936, que reunia una multitud per carnestoltes. El primer centre comercial de l’Ilha do Governador és al Jardim Carioca: es tracta de Ilha Plaza Shopping, obert el 1992. Al tram comprès entre l’Estrada do Galeão i l’Estrada do Dendê, hi ha tres turons: Fundo da Grota, Dendê i Guarabu.
Un factor important a destacar, és que el barri es troba en constant creixement, cases antigues estan donant lloc a edificis luxosos, canviant el perfil socioeconòmic. A Jardim Carioca es troben la Universitat Estácio de Sá, i el sub-ajuntament de l'Illa del Governador.